# Adolph Gottlieb Ferdinand Schoder

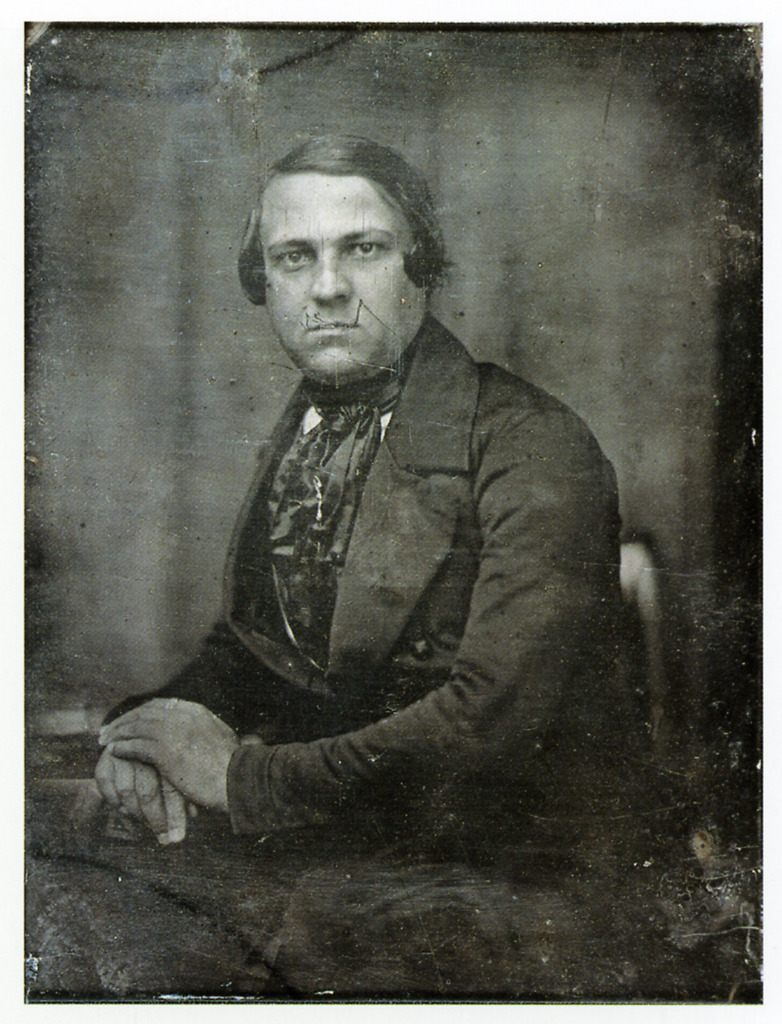
Adolph Schoder, 1848
Daguerreotypie von Hermann Biow

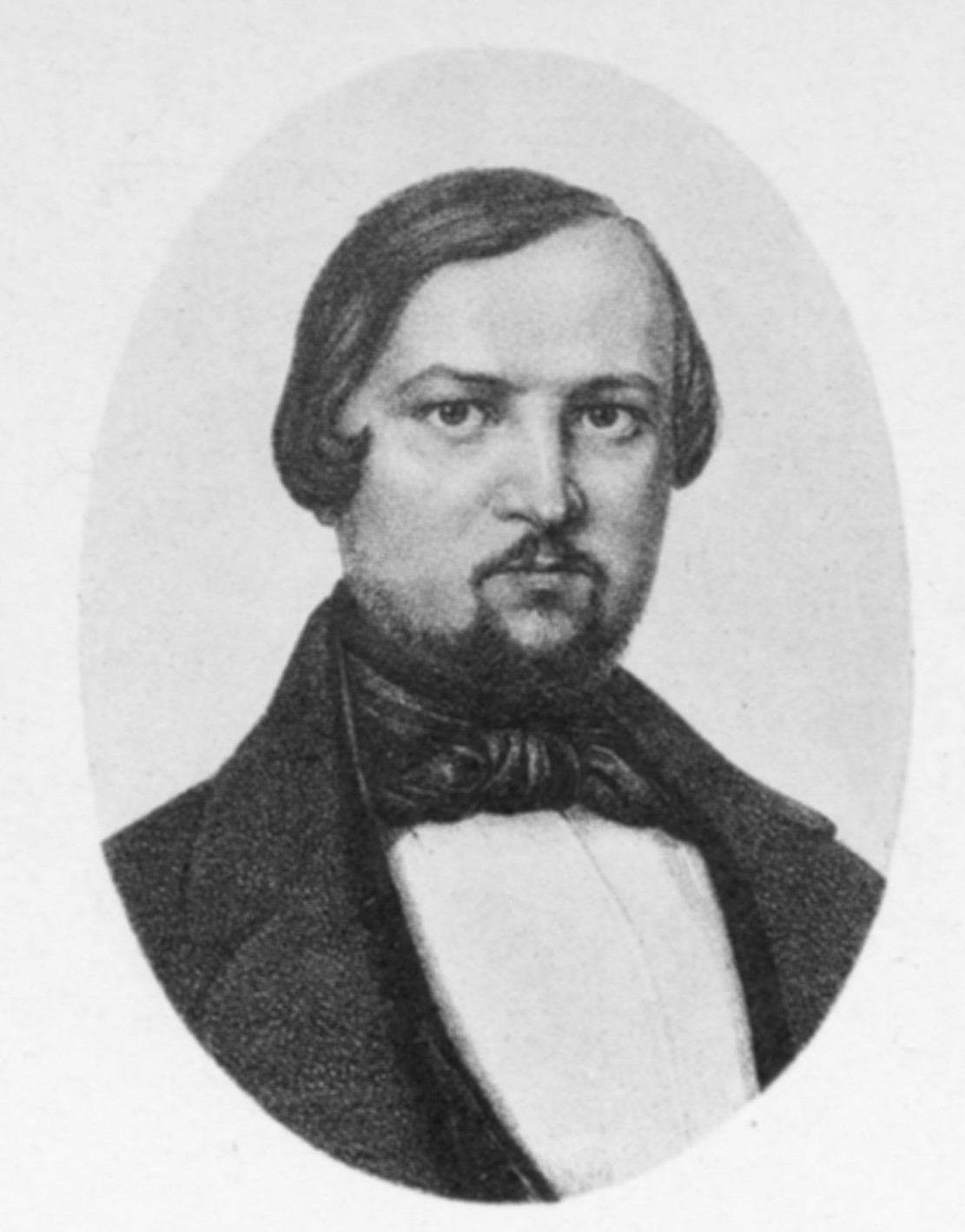
Adolph Gottlieb Ferdinand Schoder

Adolph Gottlieb Ferdinand Schoder (* 2. Dezember 1817 in Stuttgart; † 12. November 1852 ebenda) war ein deutscher Jurist und Politiker.

## Leben
Schoder studierte von 1835 bis 1838 Rechtswissenschaften an der Universität Tübingen. In Tübingen wurde er 1835 Mitglied der nur kurz bestehenden Studentenverbindung Giovannia Tübingen, 1837 war er Mitbegründer der wiedererstehenden Burschenschaft Germania Tübingen. Nach seinem Studium arbeitete er an Gerichten in Esslingen am Neckar, Ludwigsburg, Tübingen und Stuttgart. 1845 wurde er Regierungsrat im württembergischen Innenministerium.
1848 wurde er zum Mitglied der württembergischen Kammer der Abgeordneten gewählt, wo er der Opposition angehörte. Vom 18. Mai 1848 bis zum 18. Juni 1849 war er Abgeordneter für Besigheim in der Frankfurter Nationalversammlung. Er gehörte in der Paulskirche mehreren Ausschüssen an, unter anderem dem Finanzausschuss und der Kaiserdeputation. Vom 8. Juni bis zum 18. Juni 1849 fungierte er als Erster Vizepräsident der zum Rumpfparlament geschrumpften Nationalversammlung. Adolph Schoder war Gründungsmitglied der Fraktion Westendhall.
1849 trat er freiwillig aus dem Staatsdienst aus und arbeitete bis zu seinem Tode als Rechtsanwalt in Stuttgart. Als Präsident stand er den Verfassungsrevidierenden Landesversammlungen vor. 1851 wurde er wegen Ungehorsams gegen die Regierung angeklagt, jedoch freigesprochen.

## Ehrungen
1909 wurde die Schoderstraße in Stuttgart-Nord nach Adolph Schoder benannt.